# Lartigue (Gironda)
Lartigue é uma comuna francesa na região administrativa da Nova Aquitânia, no departamento da Gironda. Estende-se por uma área de 13,33 km². Em 2010 a comuna tinha 39 habitantes (densidade: 2,9 hab./km²).